# Gregorio López-Bravo

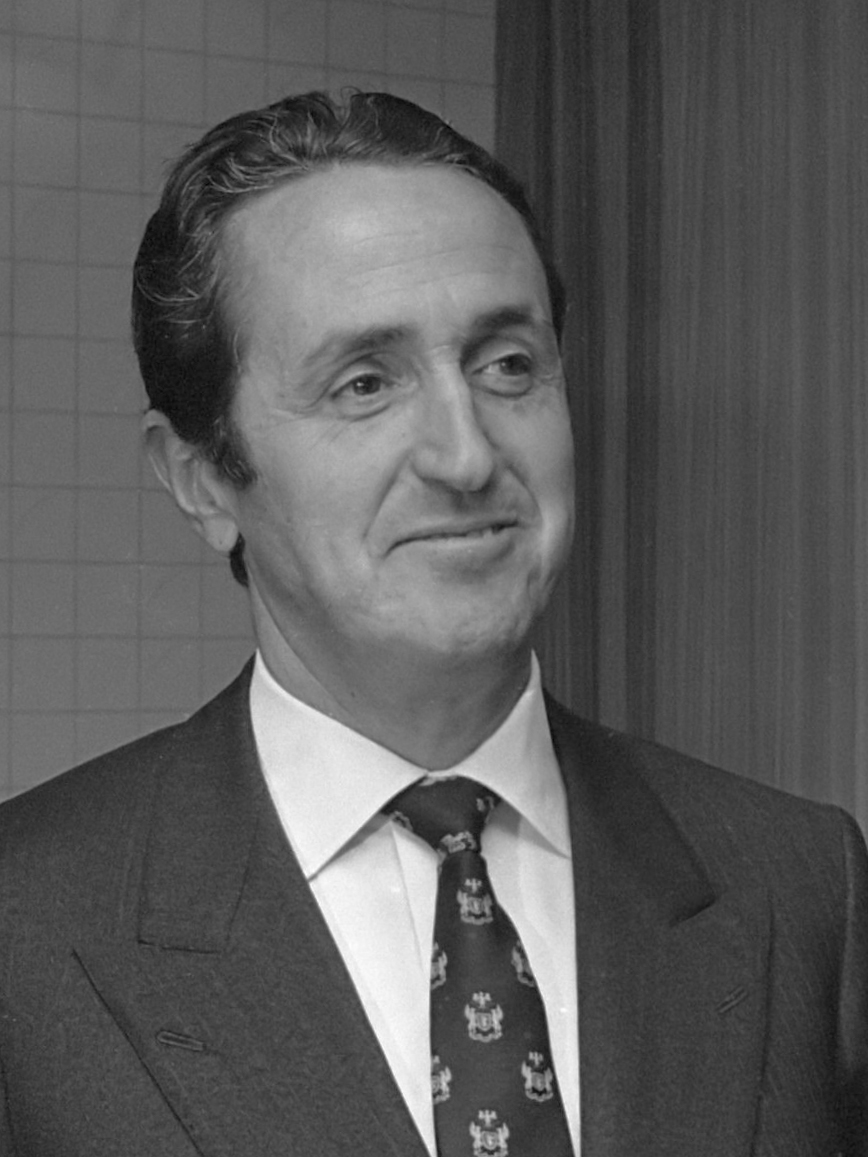
Gregorio López-Bravo (1972)

Gregorio López-Bravo de Castro (* 19. Dezember 1923 in Madrid; † 19. Februar 1985 in Bizkaia) war ein spanischer Politiker, der während der Franco-Diktatur Industrieminister und Außenminister war. Später war er Mitglied der Alianza Popular. 1978 zog er sich aus Protest gegen das Inkrafttreten der Verfassung des Königreichs Spanien aus der Politik zurück.

## Leben
Gregorio López-Bravo besuchte das Instituto-Escuela der Institución Libre de Enseñanza und später Ramiro de Maeztu in Madrid. Er wurde Schiffsingenieur, war verheiratet und Supernumerarier des Opus Dei.

### Politik
Von 1958 bis 1977 war López-Bravo Prokurist im Cortes franquistas, 1959 wurde er Generaldirektor im Handelsministerium. Später wurde er zum Generaldirektor des Instituto Español de Moneda Extranjera (IEME) ernannt. Wie General Franco in den 1950er-Jahren angeordnet hatte, um die Öffnung des Regimes gegenüber der Außenwelt zu fördern, versuchte er, die autarke Wirtschaftspolitik zu liberalisieren, die bis dahin von den falangistischen Teilen des Franco-Regimes verfolgt wurde. Er gilt als ein Schlüsselmitglied der Gruppe der so genannten Technokraten.
1962 wurde er zum Industrieminister ernannt und führte, inspiriert von den Prämissen des Plan de Estabilización von 1959, eine Neuausrichtung der Industriepolitik durch, die weitestgehend bis zur letzten Phase der Franco-Diktatur beibehalten wurde. Er widersetzte sich dem Projekt Islero, das den Bau einer spanischen Atombombe zum Ziel hatte. Im Rahmen der Ministerkrise 1969 wurde er als Nachfolger von Fernando María de Castiella Maíz zum Außenminister ernannt.
Während seiner Zeit an der Spitze des Ministeriums bemühte er sich um eine Annäherung zwischen Spanien und den osteuropäischen Ländern, insbesondere der Sowjetunion, zu der es keine diplomatischen Beziehungen gab, und es gelang ihm, ständige Handelsvertretungen in Moskau bzw. Madrid zu eröffnen; in den Beziehungen zu Israel gab es jedoch keine wesentlichen Veränderungen. Er war der Ansicht, dass die Aufnahme diplomatischer Beziehungen zu Israel negative Folgen für die traditionelle Freundschaft Spaniens mit der arabischen Welt haben würde. López-Bravo war auch für die Aufnahme vollständiger diplomatischer Beziehungen zur Volksrepublik China verantwortlich. Nachdem Admiral Luis Carrero Blanco Ministerpräsident geworden war, wurde er vom Amt des Außenministers entbunden.
Nach dem Tod des Diktators war er vom 15. Juni 1977 bis zum 29. Dezember 1978 für die Alianza Popular Abgeordneter des Congreso de los Diputados, wo er sein Mandat aus Protest gegen das Inkrafttreten der spanischen Verfassung am selben Tag niederlegte, da er mit dem endgültigen Wortlaut des Textes nicht einverstanden war. Nach dem Rücktritt von Carlos Arias Navarro am 1. Juli 1976 sollte der König dessen Nachfolger aus einer Liste von drei Kandidaten ernennen, zu denen Gregorio López-Bravo, Federico Silva Muñoz und Adolfo Suárez gehörten, der schließlich gewählt wurde.

### Tod
López-Bravo starb am 19. Februar 1985 beim Absturz von Iberia-Flug 610 in der Nähe von Bilbao. Das Flugzeug, in dem er sich befand, stürzte zu Boden, nachdem es beim Anflug auf den Flughafen Bilbao eine Fernsehantenne auf dem Berg Oiz getroffen hatte. Seine Leiche konnte nicht identifiziert werden. Er war nach Bilbao gereist, um ein in Andoain ansässiges Unternehmen zu besuchen, das zu einer Unternehmensgruppe gehörte, für die er tätig war.

## Auszeichnungen
- Großkreuz des Zivilverdienstordens (1962)[8]
- Großkreuz des Orden de Isabel la Católica (1964)[9]
- Großkreuz des Ordens für Verdienste zur See (1965)[10]
- Großkreuz des Cisneros-Ordens (1967)[11]
- Großkreuz des Luftwaffen-Verdienstkreuzes (1967)[12]
- Großkreuz des Orden Alfons X. des Weisen (1970)[13]
- Großkreuz des Orden Karls III. (1970)[14]
- Großoffizier des Ordens von Afrika (1972)[15]